# Antonio Ciciliano
Antonio Ciciliano, né le 3 novembre 1932 à Naples, et mort le 4 septembre 2015 dans la même ville, est un skipper italien.
Il participe à l'épreuve de Dragon des Jeux olympiques d'été de 1960 sur le Venilia ; l'équipage italien est médaillé de bronze.